# 래드클리프 카메라
래드클리프 카메라(영어: Radcliffe Camera)는 잉글랜드 옥스퍼드 대학교의 건물이다. 도서관 용도로 사용되고 있다. 구어적으로 래드 캠(Rad Cam) 또는 더 카메라(The Camera)라고 불린다. 1860년 보들리 도서관의 확장에 따라 부속 건물로 인수되었다.

## 같이 보기
- 래드클리프 천문대